# Ustamehmet, Erbaa
Ustamehmet là một xã thuộc huyện Erbaa, tỉnh Tokat, Thổ Nhĩ Kỳ. Dân số thời điểm năm 2011 là 178 người.